# Gerónimo Rulli
Gerónimo Rulli (La Plata, Buenos Aires, 20 de mayo de 1992) es un futbolista Argentino Juega de Arquero en el Olympique de Marsella de la Ligue 1.

## Trayectoria

### Estudiantes de La Plata
Su debut en el arco de Estudiantes fue el 8 de abril de 2013, en la derrota 1 por 0 contra Arsenal de Sarandí. A pesar de la buena actuación en el partido, nada pudo hacer contra Martín Rolle que a los 43 minutos del segundo tiempo marcaría el 1 a 0 final en favor de Arsenal. 

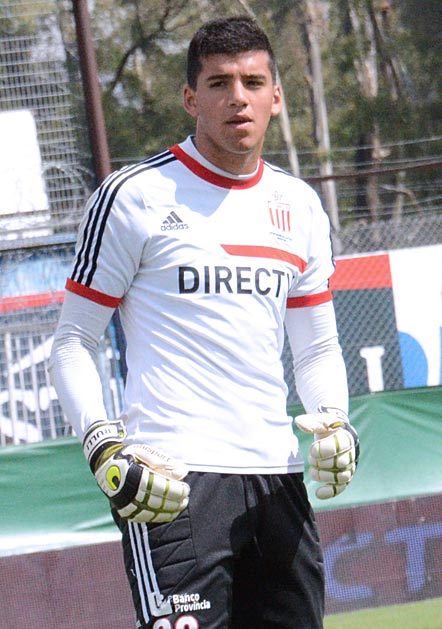
Rulli con Estudiantes de la Plata en 2014.

El debut en primera no le pesó en lo más mínimo y con tan solo 10 partidos en primera logró el récord de imbatibilidad en este club, al conseguir alcanzar la marca de 588 minutos sin recibir ningún gol. Rulli, que había ingresado al equipo titular en reemplazo del lesionado Agustín Silva, logró, a base de excelentes actuaciones, la titularidad indiscutible en el arco de Estudiantes.

### Real Sociedad de Fútbol
Sus valiosas actuaciones en los 3 torneos (Torneo Final 2013, Torneo Inicial 2013 y Torneo Final 2014) que disputó con el Estudiantes (en los cuales 2 fue el menos goleado) lo pusieron en la mira de importantes clubes de Europa. En junio de 2014, un grupo inversor de origen anglo-brasileño adquirió el 80% de su pase y fue cedido a la Real Sociedad, en una operación que dejaría al Estudiantes una suma cercana a los 4 millones de dólares y el 20% restante del pase para una futura venta.
Su debut oficial con la Real Sociedad se produjo el 28 de agosto de 2014 en un partido de play-off de la UEFA Europa League ante el FC Krasnodar. Tuvo que retirarse del encuentro por una lesión a falta de cinco minutos. Posteriormente se confirmó una fractura en el quinto metatarsiano del pie derecho del portero argentino, lo que le dejaría poco más de 3 meses fuera de los campos.
Tras recuperarse de su lesión fue incluido en la convocatoria en el partido del 9 de noviembre contra el Atlético de Madrid, sin embargo, no volvería a jugar hasta el 4 de diciembre, en los dieciseisavos de final de la Copa del Rey contra el Real Oviedo, jugando también el partido de vuelta. Días después de la clasificación en la Copa del Rey, finalmente debutó en la Liga BBVA contra el Levante UD en la 16.ª jornada, partido que finalizaría empatado a 1. Su primera victoria en la Liga BBVA se dio en la jornada 17, contra el FC Barcelona, en donde la Real ganaría 1-0.
Entre enero y marzo de 2015 contribuyó de forma significativa a los mejores resultados del equipo con sus intervenciones. A mediados de julio se hizo oficial la cesión por un año más del guardameta a la Real Sociedad. 
En los dos primeros partidos de la temporada, ante RC Deportivo de La Coruña y Real Sporting de Gijón, no encajó goles. En la 3.ª jornada recibió el primer gol de la temporada, en la derrota 1-0 ante el Real Betis. La semana siguiente, ante el R. C. D. Espanyol, fue expulsado con roja directa tras cometer un penalti sobre Marco Asensio. Tras cumplir la sanción, volvió al marco realista en la siguiente jornada en un empate a cero en el derbi vasco ante el Athletic Club. La mala situación del equipo en liga hizo que el técnico escocés David Moyes fuese reemplazado por Eusebio Sacristán, que siguió confiando en el argentino como meta titular.
El 22 de enero de 2016 encajó 5 goles ante el Sporting de Gijón. No obstante, a partir de ese partido, llegaron tres victorias consecutivas ante Real Betis, R. C. D. Espanyol y Granada C. F., en las que solo encajó un gol. En la jornada 30 de la liga, ante la U. D. Las Palmas el 19 de marzo detuvo su segundo penalti en España a Jonathan Viera. Dos semanas después, y tas haber estado concentrado con Argentina, destacó ante el Sevilla F. C., esta vez ganando por 1-2. Una semana después, destacó en la victoria por 1-0 ante el F. C. Barcelona. Dos semanas después, y tras haber estado sancionado un partido, ante el Villarreal C. F., dejó su puerta a cero. En esa temporada Rulli jugó un total de 37 partidos (36 en liga), en los que encajó 43 goles.
Pese a jugar en los Juegos Olímpicos de Río de Janeiro de 2016 y llegar por ello tarde a la preparación, comenzó como titular en la primera jornada ante el Real Madrid. La semana siguiente dejaría por primera vez su portería a cero en la victoria ante Osasuna.
En la jornada 7 volvió a no encajar en la victoria por 1-0 ante el Real Betis. También destacó en el derbi ante el Athletic Club aunque finalmente su equipo cayera derrotado. Desde entonces, en las tres siguientes jornadas fue capaz de dejar su puerta a cero, ganando la Real todos esos partidos. En la fecha 14 de la Liga recibió cinco goles ante el Real Club Deportivo de La Coruña. 

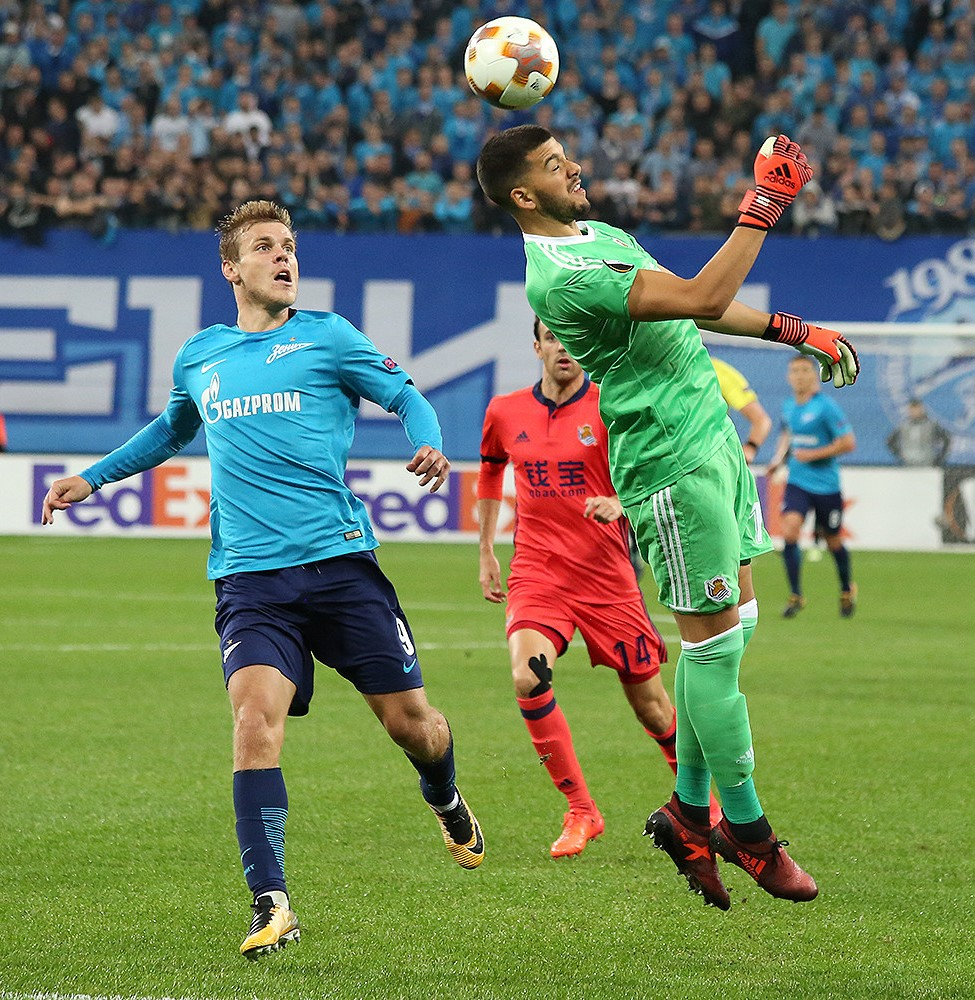
Rulli sacando la pelota en un corner frente al Zenit de San Petersburgo en 2017.

También fue el portero titular en la Copa del Rey, competición en la que su equipo fue eliminado en cuartos de final ante el Barcelona. Jugando las últimas jornadas de La Liga y luchando su equipo por entrar en Europa, destacó ante Deportivo Alavés, Barcelona, Valencia y sobre todo en los últimos partidos ante Sevilla y Málaga. Finalmente, en la última fecha de la temporada ante el Celta de Vigo en Balaídos, el equipo consiguió el objetivo de entrar en la Liga Europa de la UEFA. En cuanto a estadísticas, el arquero platense lo jugó todo: 44 partidos (incluyendo los de Copa), en los que encajó un total de 63 goles. Fue con diferencia la temporada en la que más goles encajó, aunque fue también decisivo en muchos partidos; realizó 186 paradas (5 por partido), la marca más alta de toda su carrera en una temporada; y dejó a cero su arco en 10 enfrentamientos.
Empezó de titular en la primera jornada ante el Celta de Vigo en una victoria por 2-3 a domicilio; y en la siguiente jornada dejó su primer arco a cero, luego de derrotar por 3-0 al Villarreal C. F. El 14 de septiembre de 2017 debutó en la fase de grupos de la UEFA Europa League en una victoria por 4-0 ante el Rosenborg BK. El 14 de octubre, volvió a dejar su arco a cero en la victoria por 0-2 ante el Deportivo Alavés, luego de cinco partidos en los que encajó dieciséis goles. El 2 de diciembre destacó ante el Atlético de Madrid aunque no evitó la derrota.
El 27 de enero de 2018 fue suplente por primera vez en dos años y medio, en el partido por la fecha 21 ante el Villarreal C. F., siendo sustituido por Toño Ramírez, que encajó 4 goles. Una semana después, regresó a la titularidad volviendo a dejar su puerta a cero en la victoria por 5-0 ante el Deportivo de La Coruña. El 22 de febrero de ese año, en el partido de vuelta de los dieciseisavos de final de la UEFA Europa League ante el Red Bull Salzburgo en el que la Real fue eliminada, sufrió un esguince en el ligamento de la rodilla que le hizo ser cambiado casi al final del partido y por el que se perderá casi cerca de un mes de competición. Ante esta situación la Real Sociedad tuvo que contratar a Miguel Ángel Moyá. 

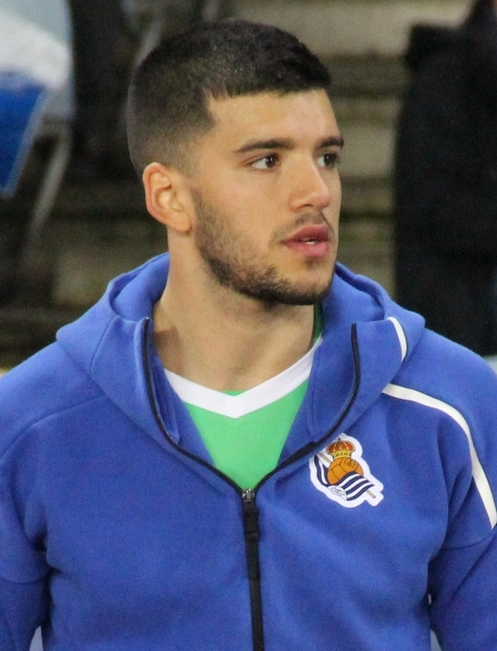
Rulli en 2018 con la Real Sociedad.

Luego de volver de la lesión tuvo que esperar su oportunidad en el banquillo, teniendo minutos en los últimos partidos de la temporada ante Atlético de Madrid, Málaga C. F. y C. D. Leganés debido a una lesión del meta Moyá. En la temporada 2017-18 acabó jugando 34 partidos y encajando 55 goles, promediando 1,62 por partido. Su peor porcentaje desde que llegó a la Real Sociedad. Debido a una lesión de Moyà, comenzó la temporada jugando y venciendo 1-2 ante el Villarreal C. F. fuera de casa. Siguió en la valla las cinco siguientes jornadas aunque tras los partidos ante el F.C. Barcelona y el Rayo Vallecano, en los que el equipo se dejó 5 puntos, volvió a ser suplente.
Luego de pasarse el resto del año como suplente, durante el periodo octubre-diciembre, e incluso sin jugar la Copa del Rey, volvió a la portería con el inicio del año nuevo. Esto vino provocado por la designación de Imanol Alguacil como entrenador y una nueva lesión de Moyà. Su regreso de produjo el 6 de enero de 2019, en el Santiago Bernabéu en una victoria por 0-2 de la Real Sociedad.

### Montpellier HSC
El 14 de agosto de 2019 la Real Sociedad confirmó su cesión al Montpellier H. S. C. de la Ligue 1 de Francia hasta el 30 de junio de 2020. En el equipo francés disputó 28 partidos como titular.

### Villarreal CF
El 4 de septiembre de 2020, tras sus buenas actuaciones, fue fichado por el Villarreal CF hasta el 30 de junio de 2024. Con el Villarreal consiguió su primer título internacional, siendo campeón de la Liga Europa de la UEFA en la final disputada el 26 de mayo de 2021 frente al Manchester United. El partido tras el alargue terminó empatado 1-1 y en la tanda de penaltis, que finalizó 11-10, Rulli, tras anotar el undécimo tanto de su equipo, atajó el último penalti a David De Gea dándole por tanto el primer título de su historia al conjunto castellonense. En el conjunto español disputó 80 partidos como arquero titular y recibió 71 goles.

### AFC Ajax
El club neerlandés hizo oficial su fichaje, tasado en 8 millones de euros, más variables que podrían pasar los 10 millones de euros, cuyo contrato lo vincula hasta 2026. El 12 de agosto de 2023, en el encuentro que Ajax venció 4 a 1 al Heracles por la Eredivisie, Rulli sufrió una luxación en su hombro derecho que lo obligó a operarse. La lesión, además, lo obligó a ausentarse en las primeras tres ventanas de las Eliminatorias sudamericanas rumbo al Mundial 2026 y lo hizo perder la oportunidad de fichar por el Bayern Múnich, que se había interesado en sus servicios tras la salida de Yann Sommer y la baja de Manuel Neuer desde la temporada pasada.

## Selección nacional

### Categorías juveniles

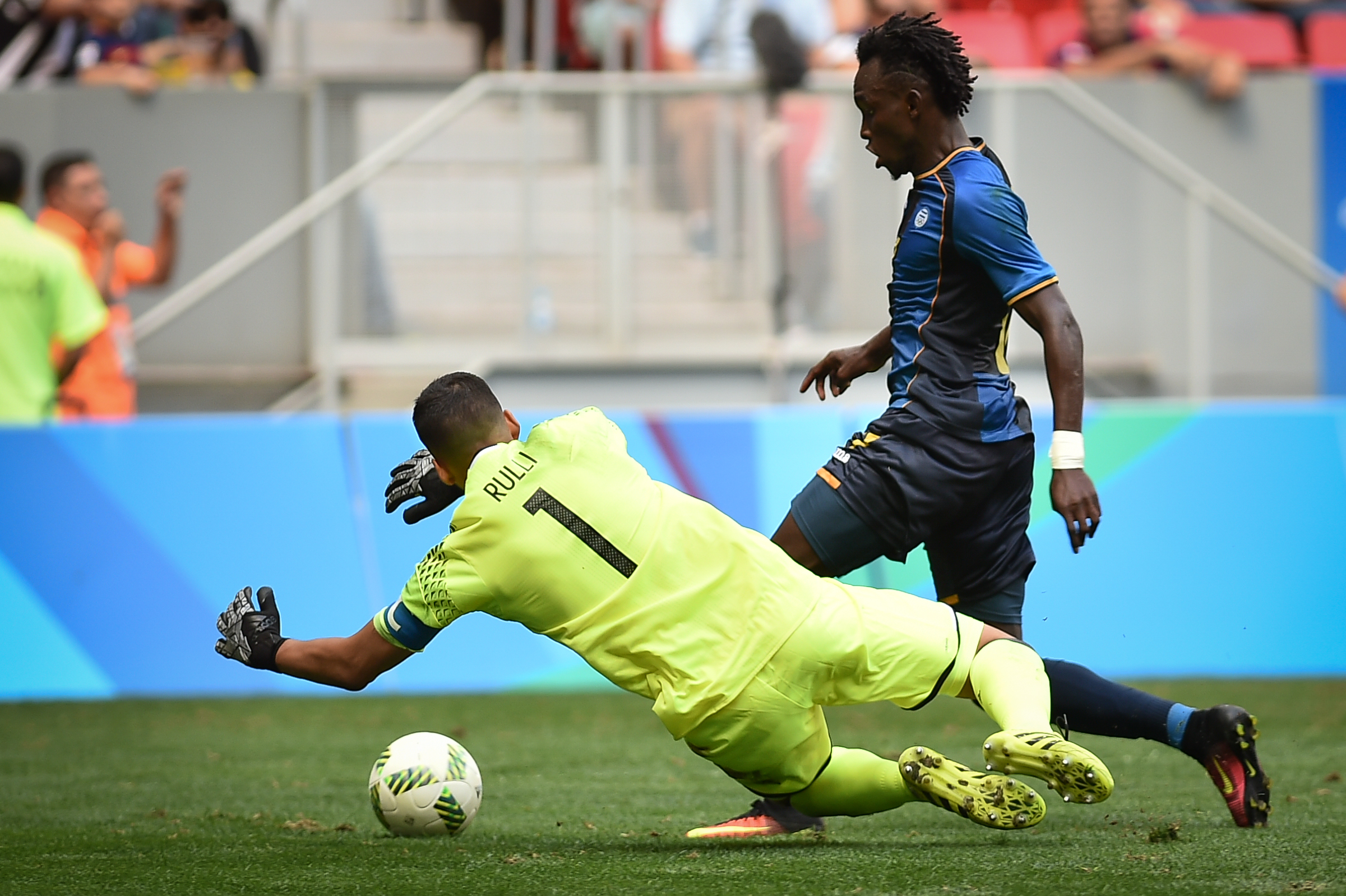
Rulli jugando para Argentina en los Juegos Olímpicos de 2016

En 2016 fue incluido en la lista final para disputar los Juegos Olímpicos. En el torneo fue titular en tres partidos dónde recibió cuatro goles.
En 2024 fue convocado nuevamente para formar parte del plantel que participa de los Juegos Olímpicos de París 2024, esta vez Javier Mascherano lo alineó como arquero titular. En el primer partido frente a la selección de fútbol de Marruecos recibió dos goles.

#### Participaciones en Juegos Olímpicos
| Torneo                | Sede           | Resultado        | Partidos | G.R | Valla Invicta |
| --------------------- | -------------- | ---------------- | -------- | --- | ------------- |
| Juegos Olímpicos 2016 | Río de Janeiro | Fase de grupos   | 3        | -4  | 0             |
| Juegos Olímpicos 2024 | París          | Cuartos de final | 4        | -4  | 1             |
| Total                 | Total          | Total            | 7        | -8  | 1             |

### Absoluta
En 2015 fue convocado por primera vez por Gerardo Martino para los encuentros frente a El Salvador y Ecuador, aunque no sumó minutos. En 2018 se dio su debut en un amistoso frente a Guatemala con victoria 3-0. Con un rol alternativo, fue Campeón del Mundo en Catar 2022. También fue parte de la convocatoria como segundo arquero a la Copa América 2024, siendo parte del seleccionado campeón y consiguiendo su tercer título con la Selección de fútbol de Argentina.

#### Participaciones en Copas del Mundo
| Mundial      | Sede  | Resultado | Partidos | Goles |
| ------------ | ----- | --------- | -------- | ----- |
| Mundial 2022 | Catar | Campeón   | 0        | 0     |

#### Participaciones en Copas América
| Torneo            | Sede           | Resultado | Partidos | Goles |
| ----------------- | -------------- | --------- | -------- | ----- |
| Copa América 2024 | Estados Unidos | Campeón   | 0        | 0     |

## Estadísticas

### Clubes
Actualizado al último partido disputado el 17 de mayo de 2025.
| Estudiantes de La Plata Argentina     | 1.ª           | 2012-13       | 12  | 5   | 3  | 3  | ―  | ―  | 15  | 8   |
| Estudiantes de La Plata Argentina     | 1.ª           | 2013-14       | 38  | 25  | 0  | 0  | ―  | ―  | 38  | 25  |
| Estudiantes de La Plata Argentina     | Total club    | Total club    | 50  | 30  | 3  | 3  | 0  | 0  | 53  | 33  |
| Real Sociedad de Fútbol · España      | 1.ª           | 2014-15       | 22  | 27  | 3  | 2  | 1  | 1  | 26  | 30  |
| Real Sociedad de Fútbol · España      | 1.ª           | 2015-16       | 36  | 43  | 1  | 0  | ―  | ―  | 37  | 43  |
| Real Sociedad de Fútbol · España      | 1.ª           | 2016-17       | 38  | 53  | 6  | 10 | ―  | ―  | 44  | 63  |
| Real Sociedad de Fútbol · España      | 1.ª           | 2017-18       | 26  | 45  | 0  | 0  | 8  | 10 | 34  | 55  |
| Real Sociedad de Fútbol · España      | 1.ª           | 2018-19       | 27  | 35  | 2  | 1  | ―  | ―  | 29  | 36  |
| Real Sociedad de Fútbol · España      | Total club    | Total club    | 149 | 203 | 12 | 13 | 9  | 11 | 170 | 227 |
| Montpellier H. S. C. Francia          | 1.ª           | 2019-20       | 25  | 27  | 3  | 0  | ―  | ―  | 28  | 27  |
| Montpellier H. S. C. Francia          | Total club    | Total club    | 25  | 27  | 3  | 0  | 0  | 0  | 28  | 27  |
| Villarreal C. F. · España             | 1.ª           | 2020-21       | 2   | 4   | 5  | 2  | 13 | 9  | 20  | 15  |
| Villarreal C. F. · España             | 1.ª           | 2021-22       | 32  | 28  | 2  | 2  | 12 | 16 | 46  | 46  |
| Villarreal C. F. · España             | 1.ª           | 2022          | 14  | 10  | 0  | 0  | 0  | 0  | 14  | 10  |
| Villarreal C. F. · España             | Total club    | Total club    | 48  | 42  | 7  | 4  | 25 | 25 | 80  | 71  |
| Ajax de Ámsterdam · Países Bajos      | 1.ª           | 2023          | 19  | 20  | 4  | 2  | 2  | 3  | 25  | 25  |
| Ajax de Ámsterdam · Países Bajos      | 1.ª           | 2023-24       | 7   | 12  | 0  | 0  | 0  | 0  | 7   | 12  |
| Ajax de Ámsterdam · Países Bajos      | Total club    | Total club    | 26  | 32  | 4  | 2  | 2  | 3  | 32  | 37  |
| Olympique de Marsella Francia         | 1.ª           | 2024-25       | 34  | 47  | 0  | 0  | —  | —  | 34  | 47  |
| Olympique de Marsella Francia         | Total club    | Total club    | 34  | 47  | 0  | 0  | 0  | 0  | 34  | 47  |
| Total carrera                         | Total carrera | Total carrera | 332 | 381 | 29 | 22 | 36 | 39 | 397 | 442 |
| (1) Hace referencia a goles encajados |               |               |     |     |    |    |    |    |     |     |

### Selección nacional
- Actualizado al 15 de octubre de 2024.

| Selección                                                              | Año           | Amistosos | Amistosos | Amistosos | Eliminatorias | Eliminatorias | Eliminatorias | Copa América | Copa América | Copa América | Finalissima | Finalissima | Finalissima | Mundial(1) | Mundial(1) | Mundial(1) | Total | Total | Total |
| Selección                                                              | Año           | Part.     | Goles     | VI.       | Part.         | Goles         | VI.           | Part.        | Goles        | VI.          | Part.       | Goles       | VI.         | Part.      | Goles      | VI.        | Part. | Goles | VI.   |
| Olímpica Argentina                                                     | 2016          | ―         | ―         | ―         | ―             | ―             | ―             | ―            | ―            | ―            | ―           | ―           | ―           | 3          | -4         | 0          | 3     | -4    | 0     |
| Olímpica Argentina                                                     | 2024          | ―         | ―         | ―         | ―             | ―             | ―             | ―            | ―            | ―            | ―           | ―           | ―           | 4          | -4         | 1          | 4     | -4    | 1     |
| Olímpica Argentina                                                     | Total         | ―         | ―         | ―         | ―             | ―             | ―             | ―            | ―            | ―            | ―           | ―           | ―           | 7          | -8         | 1          | 7     | -8    | 1     |
| Absoluta Argentina                                                     |               |           |           |           |               |               |               |              |              |              |             |             |             |            |            |            |       |       |       |
| 2018                                                                   | 2             | 0         | 2         | ―         | ―             | ―             | ―             | ―            | ―            | ―            | ―           | ―           | ―           | ―          | ―          | 2          | 0     | 2     |       |
| 2022                                                                   | 1             | 0         | 1         | 1         | -1            | 0             | ―             | ―            | ―            | 0            | 0           | 0           | 0           | 0          | 0          | 2          | -1    | 1     |       |
| 2023                                                                   | ―             | ―         | ―         | ―         | ―             | ―             | ―             | ―            | ―            | ―            | ―           | ―           | ―           | ―          | ―          | 0          | 0     | 0     |       |
| 2024                                                                   | ―             | ―         | ―         | 2         | - 1           | 1             | 0             | 0            | 0            | ―            | ―           | ―           | ―           | ―          | ―          | 2          | -1    | 1     |       |
| Total                                                                  | 3             | 0         | 3         | 3         | -2            | 1             | 0             | 0            | 0            | 0            | 0           | 0           | 0           | 0          | 0          | 6          | -2    | 4     |       |
| Total carrera                                                          | Total carrera | 3         | 0         | 3         | 3             | -2            | 1             | 0            | 0            | 0            | 0           | 0           | 0           | 7          | -8         | 1          | 13    | -10   | 5     |
| (1) Incluye datos de los Juegos Olímpicos 2016 y Juegos Olímpicos 2024 |               |           |           |           |               |               |               |              |              |              |             |             |             |            |            |            |       |       |       |

## Palmarés

### Campeonatos internacionales
| Título                          | Equipo                 | Sede           | Año  |
| ------------------------------- | ---------------------- | -------------- | ---- |
| Liga Europa de la UEFA          | Villarreal C. F.       | Gdansk         | 2021 |
| Copa de Campeones Conmebol-UEFA | Selección de Argentina | Londres        | 2022 |
| Copa Mundial de Fútbol          | Selección de Argentina | Catar          | 2022 |
| Copa América                    | Selección de Argentina | Estados Unidos | 2024 |

### Distinciones individuales
| Distinción                                                                      | Año  |
| ------------------------------------------------------------------------------- | ---- |
| Máximo récord de imbatibilidad en la historia de Estudiantes de La Plata        | 2013 |
| Premio Ubaldo Matildo Fillol                                                    | 2014 |
| Once Ideal de la Liga BBVA del Mes de marzo                                     | 2015 |
| Incluido en el Once Revelación de la Liga BBVA 2014/15 según Diario Marca       | 2015 |
| Jugador de la semana Octavos de final, partidos de vuelta UEFA Champions League | 2022 |